# Élections générales espagnoles de 1989
Les élections générales espagnoles de 1989 (en espagnol : Elecciones generales de España de 1989, désignées sous le numéronyme 29-O) se tiennent le dimanche 29 octobre 1989 afin d'élire les 350 députés et 208 sénateurs de la IVe législature des Cortes Generales.

## Mode de scrutin

### Convocation des élections
Le scrutin est convoqué par un décret royal, sur proposition du président du gouvernement et après délibération du conseil des ministres. En cas de dissolution anticipée, le décret organisant celle-ci dispose également la convocation des élections.
Les élections se tiennent entre le 54e et 60e jour qui suit la publication du décret de convocation, celle-ci devant intervenir 24 jours avant l'expiration du mandat des assemblées — sauf dissolution anticipée.
Les élections générales précédentes ayant eu lieu le 22 juin 1986, le mandat de quatre ans des deux assemblées devait se conclure le 22 juin 1990. Le décret de convocation des élections ne pouvait pas être publié après le 29 mai 1990 et celles-ci devaient être convoquées entre le 22 et le 28 juillet. Le 1er septembre 1989, le président du gouvernement Felipe González signe le décret de dissolution des chambres ; publié le lendemain, il convoque les électeurs 57 jours après.

### Pour le Congrès des députés
Le Congrès des députés (Congreso de los Diputados) est la chambre basse du Parlement espagnol, les Cortes Generales. Il se compose de 350 députés (diputados), élus pour un mandat de quatre ans au suffrage universel et au scrutin proportionnel d'Hondt dans 52 circonscriptions qui correspondent aux provinces d'Espagne ainsi qu'aux communes de Ceuta et Melilla par tous les citoyens espagnols âgés d'au moins 18 ans jouissant de leurs droits civils et politiques.

#### Conditions de candidature
Les candidatures doivent être présentées à la commission électorale de circonscription entre le 15e et le 20e jour — tous deux inclus — qui suivent la publication du décret de convocation des élections.
Peuvent soumettre une candidature, : 
- les partis politiques et leurs fédérations, inscrits au registre des associations politiques ;
- les coalitions de partis ou de fédérations, constituées auprès de la commission électorale provinciale dans les 10 jours suivant la publication du décret de convocation ;
- un groupe de 1 % des électeurs inscrits sur les listes électorales de la circonscription.

Les candidatures sont publiées le 22e jour suivant la convocation du scrutin, et celles admises à participer au scrutin sont proclamées par les commissions électorales de circonscription le 27e jour qui suit la publication du décret de convocation.

#### Répartition des sièges
Seules les listes ayant recueilli au moins 3 % des suffrages valides — incluant les bulletins blancs — peuvent participer à la répartition des sièges à pourvoir dans une circonscription, qui s'organise en suivant différentes étapes : 
- les listes sont classées en une colonne par ordre décroissant du nombre de suffrages obtenus ;
- les suffrages de chaque liste sont divisés par 1, 2, 3... jusqu'au nombre de députés à élire afin de former un tableau ;
- les mandats sont attribués selon l'ordre décroissant des quotients ainsi obtenus.

Lorsque deux listes obtiennent un même quotient, le siège est attribué à celle qui a le plus grand nombre total de voix ; lorsque deux candidatures ont exactement le même nombre total de voix, l'égalité est résolue par tirage au sort et les suivantes de manière alternative.
À Ceuta et Melilla, le scrutin se tient de facto selon les règles du scrutin uninominal majoritaire à un tour : est proclamé élu le candidat ayant remporté le plus grand nombre de voix.

#### Députés par circonscription
L'article 68 de la Constitution dispose que « [Pour le Congrès des députés], la circonscription électorale est la province. Les populations de Ceuta et de Melilla sont représentées, chacune, par un député. La loi fixe le nombre total des députés, assignant une représentation minimale à chaque circonscription et répartissant les autres sièges proportionnellement à la population. » Conformément à l'article 162 de la loi organique relative au régime général (LOREG), chaque province dispose au minimum de deux députés, les 248 sièges restants étant attribués en fonction de la population de chaque circonscription et répartis entre elles par le décret de convocation des élections.
| Circonscriptions | Députés |
| --- | ------- |
| Madrid | 33      |
| Barcelone ( 1) | 32      |
| Valence | 16      |
| Séville | 12      |
| Alicante, Biscaye, Malaga ( 1)                                                                                                   | 10      |
| Asturies, Cadix, La Corogne, Murcie ( 1)                                                                                         | 9       |
| Pontevedra | 8       |
| Cordoue, Grenade, Guipuscoa, Las Palmas, Santa Cruz de Tenerife ( 1), Saragosse ( 1)                                             | 7       |
| Badajoz, Baléares, Jaén | 6       |
| Almería, Cáceres, Cantabrie, Castellón, Ciudad Real, Gérone, Huelva, León, Lugo, Navarre, Ourense, Tarragone, Tolède, Valladolid | 5       |
| Alava, Albacete, Burgos, Lérida, La Rioja, Salamanque                                                                            | 4       |
| Ávila, Cuenca, Guadalajara, Huesca, Palencia, Ségovie, Soria, Teruel, Zamora ( 1)                                                | 3       |
| Ceuta, Melilla | 1       |

### Pour le Sénat
Le Sénat (Senado) est la chambre haute des Cortes Generales. Il se compose d'un nombre variable de sénateurs (senadores) :
- 208 élus pour un mandat de quatre ans au suffrage universel et au scrutin majoritaire plurinominal dans 58 circonscriptions qui correspondent à 47 provinces d'Espagne, aux communes de Ceuta et Melilla et aux îles de Grande Canarie, Majorque, Tenerife, Fuerteventura, La Gomera, El Hierro, Ibiza-Formentera, Lanzarote, La Palma et Minorque ;
- au moins 17 élus par les assemblées des communautés autonomes, auxquels s'ajoute pour chaque territoire un sénateur supplémentaire pour chaque tranche d'un million d'habitants.

Chaque circonscription élit quatre sénateurs, sauf Grande Canarie, Majorque et Tenerife, qui en élisent trois ; Ceuta et Melilla, qui en élisent deux ; et Fuerteventura, La Gomera, El Hierro, Ibiza-Formentera, Lanzarote, La Palma et Minorque, qui n'en élisent qu'un.

#### Conditions de candidature
Les conditions de candidature sont les mêmes qu'au Congrès des députés, à ceci près que chaque candidature est individuelle pour le vote et le dépouillement, mais elles peuvent être présentées sous forme de liste pour la campagne électorale.

#### Répartition des sièges
Dans les circonscriptions disposant de trois ou quatre sénateurs, chaque électeur vote pour un nombre de candidats inférieur d'un au nombre total de sièges à pourvoir. Dans celles comptant un ou deux sénateurs, chaque votant s'exprime en faveur d'un ou deux candidats respectivement. Dans chaque circonscription, sont proclamés élus les candidats ayant remporté le plus grand nombre de suffrages, jusqu'à ce que tous les sièges soient pourvus.

## Campagne

### Principales forces politiques
| Force politique | Force politique                                                                        | Force politique | Idéologie                                                               | Chef de file                                     | Résultats en 1986                          |
| --------------- | -------------------------------------------------------------------------------------- | --------------- | ----------------------------------------------------------------------- | ------------------------------------------------ | ------------------------------------------ |
|                 | Parti socialiste ouvrier espagnol (es) Partido Socialista Obrero Español               | PSOE            | Centre gauche Social-démocratie, progressisme                           | Felipe González (Président du gouvernement)      | 44,06 % des voix 184 députés 124 sénateurs |
|                 | Parti populaire (es) Partido Popular                                                   | PP              | Centre droit à droite Conservatisme, démocratie chrétienne, libéralisme | José María Aznar (Député régional de Valladolid) | 25,97 % des voix 105 députés 63 sénateurs  |
|                 | Centre démocratique et social (es) Cento Democrático y Social                          | CDS             | Centre Social-libéralisme                                               | Adolfo Suárez (Député de Madrid)                 | 9,22 % des voix 19 députés 3 sénateurs     |
|                 | Convergence et Union (ca) Convergència i Unió                                          | CiU             | Centre Catalanisme, libéralisme, démocratie chrétienne                  | Miquel Roca (Député de Barcelone)                | 5,02 % des voix 18 députés 8 sénateurs     |
|                 | Gauche unie (es) Izquierda Unida                                                       | IU              | Gauche Communisme, républicanisme, socialisme démocratique              | Julio Anguita (Député régional de Cordoue)       | 4,63 % des voix 6 députés 0 sénateur       |
|                 | Parti nationaliste basque (es) Partido Nacionalista Vasco (eu) Euzko Alderdi Jeltzalea | EAJ-PNV         | Centre droit Nationalisme, démocratie chrétienne, libéralisme           | Iñaki Anasagasti (Député de Biscaye)             | 1,53 % des voix 6 députés 7 sénateurs      |

## Résultats

### Participation
| Horaire     | 1986    | 1989    | Différence |
| ----------- | ------- | ------- | ---------- |
| à 14 heures | 39,75 % | 35,78 % | 3,97       |
| à 18 heures | 56,73 % | 56,20 % | 0,53       |
| à 20 heures | 70,93 % | 69,93 % | 1          |
| final       | 70,49 % | 69,74 % | 0,75       |

### Au Congrès des députés

#### Total national
|                                         |                                                              |                                                              |            |       |               |               |               |
| Parti ou coalition                      | Parti ou coalition                                           | Parti ou coalition                                           | Voix       | %     | +/-           | Sièges        | +/-           |
|                                         |                                                              | Parti socialiste ouvrier espagnol (PSOE)                     | 6 991 593  | 34,12 | 3,51          | 155           | 8             |
|                                         | Parti des socialistes de Catalogne (PSC)                     | 1 123 975                                                    | 5,48       | 0,95  | 20            | 1             |               |
| Total Parti socialiste ouvrier espagnol | Total Parti socialiste ouvrier espagnol                      | 8 115 568                                                    | 39,60      | 4,46  | 175           | 9             |               |
|                                         |                                                              | Parti populaire (PP)                                         | 4 674 588  | 22,81 | 0,27          | 103           | 1             |
|                                         | PP-Centristes de Galice (CdG)                                | 519 168                                                      | 2,53       | 0,04  | 2             | 1             |               |
|                                         | PP-Union du peuple navarrais (UPN)                           | 92 216                                                       | 0,45       | 0,05  | 2             | en stagnation |               |
| Total Parti populaire                   | Total Parti populaire                                        | 5 285 972                                                    | 25,79      | 0,18  | 107           | 2             |               |
|                                         |                                                              | Parti communiste d'Espagne (PCE)                             | 1 627 136  | 7,94  | 3,92          | 13            | 9             |
|                                         | Parti d'action socialiste (PASOC)                            | 1                                                            | 1 627 136  | 7,94  | 3,92          | 1             |               |
|                                         | Fédération progressiste (FP)                                 | 0                                                            | 1 627 136  | 7,94  | 3,92          | 1             |               |
|                                         | Parti socialiste unifié de Catalogne (PSUC)                  | 231 452                                                      | 1,13       | 0,52  | 2             | 1             |               |
|                                         | Accord des nationalistes de gauche (ENE)                     | 231 452                                                      | 1,13       | 0,52  | 1             | 1             |               |
| Total Izquierda Unida (IU)              | Total Izquierda Unida (IU)                                   | 1 858 588                                                    | 9,07       | 4,44  | 17            | 11            |               |
|                                         | Centre démocratique et social (CDS)                          | Centre démocratique et social (CDS)                          | 1 617 716  | 7,89  | 1,33          | 14            | 5             |
|                                         |                                                              | Convergence démocratique de Catalogne (CDC)                  | 1 032 243  | 5,04  | 0,02          | 13            | en stagnation |
|                                         | Union démocratique de Catalogne (UDC)                        | 5                                                            | 1 032 243  | 5,04  | 0,02          | en stagnation |               |
| Total Convergence et Union (CiU)        | Total Convergence et Union (CiU)                             | 18                                                           | 1 032 243  | 5,04  | 0,02          | en stagnation |               |
|                                         | Parti nationaliste basque (EAJ-PNV)                          | Parti nationaliste basque (EAJ-PNV)                          | 254 681    | 1,24  | 0,29          | 5             | 1             |
|                                         | Groupement électoral José María Ruiz Mateos (RUIZ-MATEOS)    | Groupement électoral José María Ruiz Mateos (RUIZ-MATEOS)    | 219 883    | 1,07  | Nv.           | 0             | en stagnation |
|                                         | Herri Batasuna (HB)                                          | Herri Batasuna (HB)                                          | 217 278    | 1,06  | 0,09          | 4             | 1             |
|                                         | Partido Andalucista (PA)                                     | Partido Andalucista (PA)                                     | 212 687    | 1,04  | 0,57          | 2             | 2             |
|                                         | Les Verts-Liste verte (LV-LV)                                | Les Verts-Liste verte (LV-LV)                                | 157 103    | 0,77  | 0,61          | 0             | en stagnation |
|                                         | Union valencienne (UV)                                       | Union valencienne (UV)                                       | 144 924    | 0,71  | 0,39          | 2             | 1             |
|                                         | Eusko Alkartasuna (EA)                                       | Eusko Alkartasuna (EA)                                       | 136 955    | 0,67  | Nv.           | 2             | 2             |
|                                         | Les Verts écologistes (LVE)                                  | Les Verts écologistes (LVE)                                  | 136 335    | 0,67  | Nv.           | 0             | en stagnation |
|                                         | Gauche basque (EE)                                           | Gauche basque (EE)                                           | 105 238    | 0,51  | 0,02          | 2             | en stagnation |
|                                         | Parti des travailleurs d'Espagne – Unité communiste (PTE-UC) | Parti des travailleurs d'Espagne – Unité communiste (PTE-UC) | 86 257     | 0,42  | 0,72          | 0             | en stagnation |
|                                         | Gauche républicaine de Catalogne (ERC)                       | Gauche républicaine de Catalogne (ERC)                       | 84 756     | 0,41  | 0,01          | 0             | en stagnation |
|                                         | Parti socialiste des travailleurs (PST)                      | Parti socialiste des travailleurs (PST)                      | 81 218     | 0,40  | 0,01          | 0             | en stagnation |
|                                         | Parti aragonais régionaliste (PAR)                           | Parti aragonais régionaliste (PAR)                           | 71 733     | 0,35  | 0,01          | 1             | en stagnation |
|                                         | Regroupements indépendants des Canaries (AIC)                | Regroupements indépendants des Canaries (AIC)                | 64 767     | 0,32  | 0,01          | 1             | en stagnation |
|                                         | Parti communiste des peuples d'Espagne (PCPE)                | Parti communiste des peuples d'Espagne (PCPE)                | 62 664     | 0,31  | Abs.          | 0             | 1             |
|                                         | Bloc nationaliste galicien (BNG)                             | Bloc nationaliste galicien (BNG)                             | 47 763     | 0,23  | 0,10          | 0             | en stagnation |
|                                         | Coalition galicienne (CG)                                    | Coalition galicienne (CG)                                    | 45 821     | 0,22  | 0,18          | 0             | 1             |
|                                         | Unitat del Poble Valencià (UPV)                              | Unitat del Poble Valencià (UPV)                              | 40 767     | 0,20  | en stagnation | 0             | en stagnation |
|                                         | Parti socialiste galicien-Gauche galicienne (PSG-EG)         | Parti socialiste galicien-Gauche galicienne (PSG-EG)         | 34 131     | 0,17  | 0,06          | 0             | en stagnation |
|                                         | Autres listes                                                | Autres listes                                                | 378 634    | 1,85  | –             | 0             | –             |
|                                         | Bulletins blancs                                             | Bulletins blancs                                             | 141 795    | 0,69  | 0,09          |               |               |
|                                         |                                                              |                                                              |            |       |               |               |               |
| Suffrages exprimés                      | Suffrages exprimés                                           | Suffrages exprimés                                           | 20 493 682 | 99,26 |               |               |               |
| Votes nuls                              | Votes nuls                                                   | Votes nuls                                                   | 152 683    | 0,74  |               |               |               |
| Total                                   | Total                                                        | Total                                                        | 20 646 365 | 100   | –             | 350           | en stagnation |
| Abstention                              | Abstention                                                   | Abstention                                                   | 8 957 690  | 30,26 |               |               |               |
| Inscrits/Participation                  | Inscrits/Participation                                       | Inscrits/Participation                                       | 29 604 055 | 69,74 |               |               |               |

### Au Sénat
|                                         |                                               |                                               |               |               |
| Parti                                   | Parti                                         | Parti                                         | Élus          | +/-           |
|                                         |                                               | Parti socialiste ouvrier espagnol (PSOE)      | 101           | 15            |
|                                         | Parti des socialistes de Catalogne (PSC)      | 6                                             | 2             |               |
| Total Parti socialiste ouvrier espagnol | Total Parti socialiste ouvrier espagnol       | 107                                           | 17            |               |
|                                         |                                               | Parti populaire (PP)                          | 75            | 13            |
|                                         | Union du peuple navarrais (UPN)               | 2                                             | 2             |               |
|                                         | Centristes de Galice (CdG)                    | 1                                             | en stagnation |               |
| Total Parti populaire                   | Total Parti populaire                         | 78                                            | 15            |               |
|                                         |                                               | Convergence démocratique de Catalogne (CDC)   | 8             | 1             |
|                                         | Union démocratique de Catalogne (UDC)         | 2                                             | 1             |               |
| Total Convergence et Union (CiU)        | Total Convergence et Union (CiU)              | 10                                            | 2             |               |
|                                         | Parti nationaliste basque (EAJ-PNV)           | Parti nationaliste basque (EAJ-PNV)           | 4             | 3             |
|                                         | Herri Batasuna (HB)                           | Herri Batasuna (HB)                           | 3             | 2             |
|                                         | Regroupements indépendants des Canaries (AIC) | Regroupements indépendants des Canaries (AIC) | 2             | 1             |
|                                         | Groupement indépendant d'El Hierro (AHI)      | Groupement indépendant d'El Hierro (AHI)      | 1             | 1             |
|                                         | Assemblée de Fuerteventura (AM)               | Assemblée de Fuerteventura (AM)               | 1             | en stagnation |
|                                         | Centre démocratique et social (CDS)           | Centre démocratique et social (CDS)           | 1             | 2             |
|                                         | Parti communiste d'Espagne (PCE)              | Parti communiste d'Espagne (PCE)              | 1             | 1             |
|                                         |                                               |                                               |               |               |
| Total                                   | Total                                         | Total                                         | 208           | en stagnation |

## Conséquences
Le scrutin est une nouvelle victoire malgré un léger recul pour le PSOE de Felipe González qui forme un nouveau gouvernement